# Liptovská Anna
Liptovská Anna é um município da Eslováquia, situado no distrito de Liptovský Mikuláš, na região de Žilina. Tem 11,28 km² de área e sua população em 2018 foi estimada em 85 habitantes.

## Demografia
| Ano:        | 1994 | 2004   | 2014   | 2024    |
| ----------- | ---- | ------ | ------ | ------- |
| Broj ljudi: | 104  | 94     | 86     | 104     |
| Razlika:    |      | -9,61% | -8,51% | +20,93% |

| Ano:               | 2023 | 2024   |
| ------------------ | ---- | ------ |
| Número de pessoas: | 97   | 104    |
| Diferença:         |      | +7,21% |